# Napalm Records
Napalm Records — австрійський лейбл, що спеціалізується на андеґраундній хеві-метал-музиці.
Спочатку Napalm Records переважно зосереджувався на блек-метал-гуртах, таких як Abigor та Summoning, та фольк-метал-колективах, як Falkenbach та Vintersorg.
Згодом, Napalm Records розширив свою діяльність, почавши співпрацю з готик-метал-, симфо-метал-, павер-метал-, та дум-метал-гуртами. Лейбл також був дистриб'ютором стоунер-рок-альбомів, зокрема робіт Monster Magnet, Karma to Burn та Brant Bjork.
Зараз Napalm Records має свій власний видавничий дім під назвою Iron Avantgarde Publishing.

## Співпраця
- 1914
- Æther Realm
- Accept[2]
- Ad Infinitum
- Adept
- Agathodaimon
- Ahab
- Alestorm
- Alien Weaponry
- Arkona
- Battlelore
- Belphegor
- Beseech
- Brant Bjork
- The Bulletmonks
- Candlemass
- Dargaard
- Darkwell
- DevilDriver
- Diabulus in Musica
- Die Verbannten Kinder Evas
- Dominion III
- Draconian
- Edenbridge
- Elis
- Enthroned (зараз Regain)
- Exit Eden
- Exodus
- Fairyland
- Falkenbach
- Fejd
- Finsterforst
- Gigan
- Glittertind
- Grave Digger[3]
- Hate
- Heidenreich
- Heidevolk
- Hollenthon
- Huntress
- Ice Ages
- IGNEA
- In Battle
- Intense
- Iron Fire
- Isole
- Jaldaboath
- Jinjer
- Jungle Rot
- Kampfar
- Karma to Burn
- Kontrust
- Korpiklaani
- Lacrimas Profundere
- Leaves' Eyes
- Lord of the Lost
- Lunatica
- Mehida
- Midnattsol
- Monster Magnet
- Mushroomhead
- Moonspell[4]
- Mortemia
- MOTANKA
- Myriads
- Nightmare
- Oomph!
- Power Quest
- Powerwolf
- Revolution Renaissance
- Saltatio Mortis
- Serenity
- Siebenbürgen
- Skálmöld
- Space of Variations
- Stoned Jesus
- Stream of Passion[5][6]
- Striker
- Stuck Mojo
- Summoning
- Svartsot
- The Sins of Thy Beloved
- Tiamat
- Trail of Tears
- Tristania
- Týr
- Van Canto
- Vesania
- Vintersorg
- Visceral Evisceration
- Visions of Atlantis
- WeltenBrand
- Xandria
- Ye Banished Privateers
- Year of the Goat

З україномовних гуртів співпрацює з MOTANKA, 1914, Jinjer, Stoned Jesus, IGNEA, Space of Variations

## Дистриб'ютори
- Edel
- Alternative Distribution Alliance

## Дочірні компанії
- Draenor Productions [Архівовано 15 вересня 2007 у Wayback Machine.]
- Napalm Records America [Архівовано 5 серпня 2007 у Wayback Machine.]